# Anton Grot
Anton Grot est un directeur artistique, chef décorateur et artiste peintre américain d'origine polonaise, né Antoni Franciszek Groszewski le 18 janvier 1884 à Kiełbasin (Pologne ; alors Prusse-Occidentale), mort le 21 mars 1974 à Stanton (Californie).

## Biographie
Émigré en 1909 aux États-Unis, sous le nom américanisé d'Anton Grot, il débute au cinéma comme directeur artistique sur deux films sortis en 1916. Durant la période du muet, il travaille notamment sur Robin des Bois d'Allan Dwan (comme assistant directeur artistique, 1922) et Le Voleur de Bagdad de Raoul Walsh (comme directeur artistique associé, 1924), tous deux avec Douglas Fairbanks, ainsi que sur Les Bateliers de la Volga de Cecil B. DeMille (comme directeur artistique à part entière, 1926, avec William Boyd et Elinor Fair).
En 1927, il intègre jusqu'en fin de carrière la First National Pictures/Warner Bros., où l'un de ses premiers films est L'Arche de Noé de Michael Curtiz (1928, avec Dolores Costello et George O'Brien). Il retrouvera ce réalisateur pour quatorze autres films, dont Capitaine Blood (1935), La Vie privée d'Élisabeth d'Angleterre (1939) et L'Aigle des mers (1940), tous trois avec Errol Flynn.
Parmi ses autres films notables, citons Svengali d'Archie Mayo (1931, avec John Barrymore et Marian Marsh), Prologues de Lloyd Bacon (1933, avec James Cagney et Joan Blondell), Anthony Adverse de Mervyn LeRoy (1936, avec Fredric March et Olivia de Havilland), La Vie d'Émile Zola de William Dieterle (1937, avec Paul Muni et Gloria Holden), ou encore Rhapsodie en bleu d'Irving Rapper (1945, avec Robert Alda et Joan Leslie).
Son dernier film est Du sang sur le tapis vert de Vincent Sherman (1950, avec Virginia Mayo et Gordon MacRae), après lequel il se retire du cinéma pour se consacrer exclusivement à la peinture.
Il reçoit cinq nominations à l'Oscar des meilleurs décors (voir détails ci-dessous), mais n'en gagne pas, recevant toutefois en 1941 un Oscar technique (Academy Award for Technical Achievement (en)).

## Filmographie partielle

### Comme directeur artistique

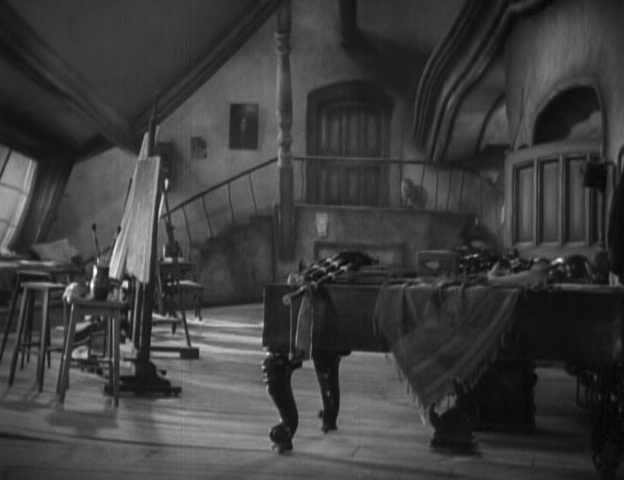
Svengali (1931) : décor intérieur

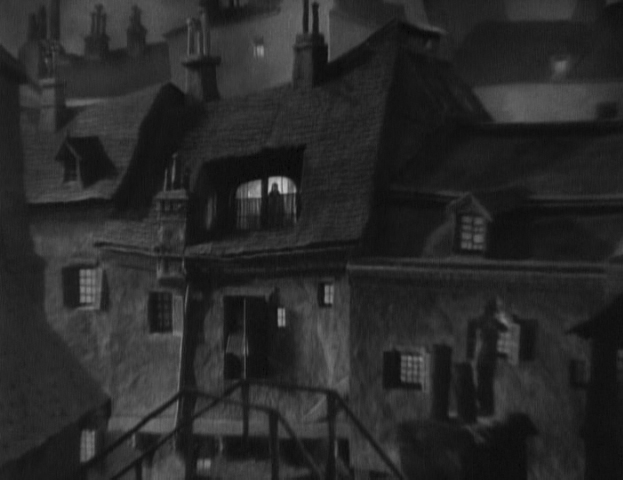
Svengali (1931) : décor extérieur

- 1916 : The Light at Dusk d'Edgar Lewis
- 1917 : Le Diamant de la couronne (Sylvia of the Secret Service) de George Fitzmaurice
- 1920 : Rogues and Romance de George B. Seitz
- 1925 : L'Empreinte du passé (The Road to Yesterday) de Cecil B. DeMille
- 1926 : Les Bateliers de la Volga (The Volga Boatman) de Cecil B. DeMille
- 1927 : Le Médecin de campagne (The Country Doctor) de Rupert Julian
- 1927 : White Gold de William K. Howard
- 1927 : The Little Adventuress (en) de William C. de Mille
- 1928 : Le Clan des aigles (Stand and Deliver) de Donald Crisp
- 1928 : L'Arche de Noé (Noah's Ark) de Michael Curtiz
- 1929 : Tempête (The Squall) d'Alexander Korda
- 1930 : Going Wild de William A. Seiter
- 1930 : Sweet Mama d'Edward F. Cline
- 1930 : The Widow from Chicago d'Edward F. Cline
- 1931 : Svengali d'Archie Mayo
- 1931 : Body and Soul d'Alfred Santell
- 1931 : La Route de Singapour (The Road to Singapore) d'Alfred E. Green
- 1931 : Le Petit César (Little Caesar) de Mervyn LeRoy
- 1931 : Surrender de William K. Howard
- 1931 : Le Génie fou (The Mad Genius) de Michael Curtiz
- 1931 : Kiss Me Again de William A. Seiter
- 1932 : Docteur X (Doctor X) de Michael Curtiz
- 1932 : Street of Women d'Archie Mayo
- 1932 : High Pressure de Mervyn LeRoy
- 1932 : Man Wanted de William Dieterle
- 1932 : Voyage sans retour (One Way Passage) de Tay Garnett
- 1932 : Vingt Mille Ans sous les verrous (20,000 Years in Sing Sing) de Michael Curtiz
- 1932 : Deux Secondes (Two Seconds) de Mervyn LeRoy
- 1932 : Fils de Russie (Scarlet Dawn) de William Dieterle
- 1932 : L'Honorable Monsieur Wong (The Hatchet Man) de William A. Wellman
- 1933 : Toujours dans mon cœur (Ever in My Heart) d'Archie Mayo
- 1933 : Voltaire de John G. Adolfi
- 1933 : Masques de cire (Mystery of the Wax Museum) de Michael Curtiz
- 1933 : Chercheuses d'or de 1933 (Gold Diggers of 1933) de Mervyn LeRoy
- 1933 : Liliane (Baby Face) d'Alfred E. Green
- 1933 : Prologues (Footlight Parade) de Lloyd Bacon
- 1933 : L'Irrésistible (Son of a Sailor) de Lloyd Bacon
- 1934 : L'Oiseau de feu (The Firebird) de William Dieterle
- 1934 : C'était son homme de Lloyd Bacon
- 1934 : Franc Jeu (Gambling Lady) d'Archie Mayo
- 1934 : Mandalay de Michael Curtiz
- 1934 : Mariage secret (The Secret Bride) de William Dieterle
- 1934 : La Fine Équipe (6 Day Bike Rider) de Lloyd Bacon
- 1935 : Bureau des épaves (Stranded) de Frank Borzage
- 1935 : Femmes d'affaires (Traveling Saleslady) de Ray Enright
- 1935 : Capitaine Blood (Captain Blood) de Michael Curtiz
- 1935 : Le Songe d'une nuit d'été (A Midsummer Night's Dream) de William Dieterle et Max Reinhardt
- 1935 : Le Gondolier de Broadway (Broadway Gondolier) de Lloyd Bacon
- 1936 : La Flèche d'or (The Golden Arrow) d'Alfred E. Green
- 1936 : Anthony Adverse de Mervyn LeRoy
- 1936 : L'Ange blanc (The White Angel) de William Dieterle
- 1937 : Cette nuit est notre nuit (Tovarich) d'Anatole Litvak
- 1937 : Stolen Holiday de Michael Curtiz
- 1937 : La Vie d'Émile Zola (The Life of Emile Zola) de William Dieterle
- 1937 : Le Grand Garrick (The Great Garrick) de James Whale
- 1938 : Une enfant terrible (Hard to Get) de Ray Enright
- 1938 : La Peur du scandale (Fools for Scandal) de Mervyn LeRoy
- 1939 : Juarez de William Dieterle
- 1939 : Je suis un criminel (They Made Me a Criminal) de Busby Berkeley
- 1939 : La Vie privée d'Élisabeth d'Angleterre (The Private Lives of Elizabeth and Essex) de Michael Curtiz
- 1940 : Une dépêche Reuter (A Dispatch from Reuter's) de William Dieterle
- 1940 : L'Aigle des mers (The Sea Hawk) de Michael Curtiz
- 1941 : Ma femme se marie demain (Affectionately Yours) de Lloyd Bacon
- 1941 : Le Vaisseau fantôme (The Sea Wolf) de Michael Curtiz
- 1943 : Remerciez votre bonne étoile (Thank Your Lucky Stars) de David Butler
- 1944 : Les Conspirateurs (The Conspirators) de Jean Negulesco
- 1945 : Le Roman de Mildred Pierce (Mildred Pierce) de Michael Curtiz
- 1945 : Rhapsodie en bleu (Rhapsody in Blue) d'Irving Rapper
- 1946 : Le Droit d'aimer (My Reputation) de Curtis Bernhardt
- 1946 : Ne dites jamais adieu (Never Say Goodbye) de James V. Kern
- 1946 : Jalousie (Deception) d'Irving Rapper
- 1946 : One More Tomorrow de Peter Godfrey
- 1947 : L'Amant sans visage (Nora Prentiss) de Vincent Sherman
- 1947 : Le crime était presque parfait (The Unsuspected) de Michael Curtiz
- 1947 : La Seconde Madame Carroll (The Two Mrs. Carrolls) de Peter Godfrey
- 1947 : La Possédée (Possessed) de Curtis Bernhardt
- 1948 : Romance à Rio (Romance on the High Seas) de Michael Curtiz
- 1948 : La Mariée du dimanche (June Bride) de Bretaigne Windust
- 1950 : Du sang sur le tapis vert (Backfire) de Vincent Sherman

### Autres fonctions
- 1918 : The Naulahka de George Fitzmaurice (décors de plateau)
- 1922 : Robin des Bois (Robin Hood) d'Allan Dwan (assistant directeur artistique)
- 1924 : Le Voleur de Bagdad (The Thief of Bagdad) de Raoul Walsh (directeur artistique associé)
- 1927 : Le Roi des rois (The King of Kings) de Cecil B. DeMille (décors de plateau)
- 1930 : Le Chant de la flamme (Song of the Flame) d'Alan Crosland (décors de plateau)

## Distinctions

### Nominations
- Cinq nominations à l'Oscar des meilleurs décors :
  - En 1931, pour Svengali ;
  - En 1937, pour Anthony Adverse ;
  - En 1938, pour La Vie d'Émile Zola ;
  - En 1940, pour La Vie privée d'Élisabeth d'Angleterre ;
  - Et en 1941, catégorie noir et blanc, pour L'Aigle des mers.

### Récompenses
- 1941 : Oscar technique pour la conception et le perfectionnement d'une machine de la Warner Bros. créant une illusion d'ondulation de l'eau et de vagues (Academy Award for Technical Achievement for the design and perfection of the Warner Bros. water ripple and wave illusion machine) ;
- 2005 : Art Directors Guild Hall of Fame (posthume).